# Paul Bitok
Paul Ezekiel Bitok  (ur. 26 czerwca 1970 w Kilibwoni) – kenijski lekkoatleta specjalizujący się w biegach długodystansowych, dwukrotny srebrny medalista letnich igrzysk olimpijskich (Barcelona 1992, Atlanta 1996) w biegu na 5000 metrów.
Mąż lekkoatletki Pauline Konga, pierwszej w historii kenijskiej medalistki olimpijskiej.

## Sukcesy sportowe
| Rok  | Miasto          | Zawody                      | Konkurencja    | Wynik         |
| ---- | --------------- | --------------------------- | -------------- | ------------- |
| 1988 | Greater Sudbury | mistrzostwa świata juniorów | bieg na 5000 m | 9. miejsce    |
| 1992 | Barcelona       | letnie igrzyska olimpijskie | bieg na 5000 m | srebrny medal |
| 1993 | Stuttgart       | mistrzostwa świata          | bieg na 5000 m | 8. miejsce    |
| 1996 | Atlanta         | letnie igrzyska olimpijskie | bieg na 5000 m | srebrny medal |
| 1997 | Paryż           | halowe mistrzostwa świata   | bieg na 3000 m | srebrny medal |
| 1997 | Fukuoka         | finał Grand Prix IAAF       | bieg na 5000 m | 9. miejsce    |
| 1999 | Maebashi        | halowe mistrzostwa świata   | bieg na 3000 m | srebrny medal |
| 1999 | Monachium       | finał Grand Prix IAAF       | bieg na 3000 m | srebrny medal |
| 2001 | Melbourne       | finał Grand Prix IAAF       | bieg na 3000 m | złoty medal   |
| 2001 | Lizbona         | halowe mistrzostwa świata   | bieg na 3000 m | 10. miejsce   |
| 2002 | Tunis           | mistrzostwa Afryki          | bieg na 5000 m | złoty medal   |
| 2002 | Paryż           | finał Grand Prix IAAF       | bieg na 3000 m | srebrny medal |

## Rekordy życiowe
- bieg na 1500 m – 3:31,96 – Sztokholm 17/07/2001
- bieg na 1500 m (hala) – 3:41,15 – Liévin 13/02/2000
- bieg na 1 milę – 3:59,60 – Monako 10/08/1996
- bieg na 1 milę (hala) – 3:56,39 – Liévin 13/02/2000
- bieg na 2000 m – 4:54,36 – Berlin 07/09/1999
- bieg na 2000 m (hala) – 5:03,16 – Liévin 21/02/1999
- bieg na 3000 m – 7:28,41 – Monako 10/08/1996
- bieg na 3000 m (hala) – 7:38,84 – Paryż 09/03/1997
- bieg na 2 mile – 8:16,44 – Londyn 07/08/1999
- bieg na 2 mile (hala) – 8:13,28 – Birmingham 18/02/2001
- bieg na 5000 m – 12:58,94 – Oslo 28/06/2002
- bieg na 5000 m (hala) – 13:15,22 – Birmingham 14/02/1999
- bieg na 10 000 m – 28:51,60 – Nairobi 16/05/1995
- bieg na 10 000 m (hala) – 28:20,31 – Gandawa 10/02/2002